# شهرستان اسلام‌آباد غرب
شهرستان اسلام‌آباد غرب یکی از شهرستان‌های استان کرمانشاه ایران است. مرکز این شهرستان، شهر اسلام‌آباد غرب است.
نام پیشین این شهرستان و مرکز آن، شاه‌آباد غرب بود که در تاریخ ۱۰ بهمن ۱۳۵۸ به اسلام‌آباد غرب تغییر کرد. مردم این شهرستان کُرد هستند.

## موقعیت جغرافیایی
شهرستان شاه آباد  از شمال غربی با شهرستان دالاهو، از غرب با شهرستان گیلانغرب، از شرق و شمال شرقی با شهرستان کرمانشاه، از جنوب شرقی با شهرستان هلیلان استان ایلام و از جنوب تا جنوب غربی با شهرستان چرداول استان ایلام همسایه است.

## تقسیمات کشوری
شهرستان اسلام‌آباد غرب دارای ۲ بخش، ۷ دهستان و ۲ شهر به شرح زیر است:

### شهرستان اسلام‌آباد غرب
| بخش   | مرکز بخش      | جمعیت بخش ۱۳۹۵ | نام دهستان | مرکز دهستان   | جمعیت دهستان ۱۳۹۵ | شهر           | جمعیت شهر ۱۳۹۵ |
| ----- | ------------- | -------------- | ---------- | ------------- | ----------------- | ------------- | -------------- |
| مرکزی | اسلام‌آباد غرب | ۱۲۴٬۳۰۴ نفر    | حومه جنوبی | مومی          | ۱۴٬۰۹۱ نفر        | اسلام‌آباد غرب | ۹۰٬۵۵۹ نفر     |
| مرکزی | اسلام‌آباد غرب | ۱۲۴٬۳۰۴ نفر    | حسن‌آباد    | حسن‌آباد       | ۸٬۷۸۳ نفر         | اسلام‌آباد غرب | ۹۰٬۵۵۹ نفر     |
| مرکزی | اسلام‌آباد غرب | ۱۲۴٬۳۰۴ نفر    | شیان       | قلعه شیان     | ۵٬۷۴۲ نفر         | اسلام‌آباد غرب | ۹۰٬۵۵۹ نفر     |
| مرکزی | اسلام‌آباد غرب | ۱۲۴٬۳۰۴ نفر    | حومه شمالی | برزه          | ۵٬۱۲۹ نفر         | اسلام‌آباد غرب | ۹۰٬۵۵۹ نفر     |
| حمیل  | حمیل          | ۱۵٬۹۱۲ نفر     | هرسم       | قلعه هرسم     | ۵٬۲۳۲ نفر         | حمیل          | ۱٬۳۱۷ نفر      |
| حمیل  | حمیل          | ۱۵٬۹۱۲ نفر     | حمیل       | حمیل          | ۴٬۶۵۱ نفر         | حمیل          | ۱٬۳۱۷ نفر      |
| حمیل  | حمیل          | ۱۵٬۹۱۲ نفر     | منصوری     | داربید منصوری | ۴٬۶۵۱ نفر         | حمیل          | ۱٬۳۱۷ نفر      |

## جمعیت
بر پایه سرشماری عمومی نفوس و مسکن در سال ۱۳۹۵، جمعیت شهرستان اسلام‌آباد غرب برابر با ۱۴۰٬۷۸۶ نفر بوده است.

## وضعیت محیط زیست
دو کارخانهٔ فروآلیاژ و تولید خمیرمایه در شهرک صنعتی اسلام‌آباد غرب که در ورودی شهر اسلام‌آباد غرب قرار دارند مشکلات زیست‌محیطی برای این شهرستان به وجود آورده‌اند. کارخانهٔ فروآلیاژ باعث آلودگی هوا شده و کارخانهٔ تولید خمیرمایه نیز به دلیل نداشتن تصفیه‌خانهٔ اختصاصی و تولید پساب و پس‌ماند باعث آلودگی آب و تولید بوی نامطبوع در محیط شده است.